# Федиевка (Кировоградская область)
Феди́евка (укр. Федіївка) — село в Кетрисановской сельской общине Кропивницкого района Кировоградской области Украины.
До 2020 года входило в Бобринецкий район
Население по переписи 2001 года составляло 520 человек. Почтовый индекс — 27230. Телефонный код — 5257. Занимает площадь 1,542 км². Код КОАТУУ — 3520887601.
В селе родился Герой Афганской войны Виктор Яницкий, в честь которого названа центральная улица села.